# Праведники народів світу у Вінниці
Праведники народів світу у Вінниці — неєвреї, які ризикували життям під час Голокосту у Вінниці, щоб врятувати євреїв від знищення нацистами.

## Звання Праведника народів світу
Праведник народів світу – почесне звання, яке, згідно із Законом про увічнення пам’яті мучеників і героїв (1953), присвоюється ізраїльським національним меморіалом Катастрофи і героїзму Яд Вашем людям різних національностей та віросповідань, які під час Голокосту рятували євреїв від переслідування та знищення.
На січень 2018 р. це почесне звання присвоєно понад  п’ятистам мешканцям Вінницької області. У місті Вінниця нараховується п’ятдесят Праведників народів світу .

## Нацистська окупація Вінниччини
Німецько-румунські війська окупували Вінницьку область між 14 та 29 липня 1941 р. Місто Вінниця було захоплене 19 липня 1941 р. Протягом липня–жовтня керівництво населеними пунктами здійснювали військові комендатури, пізніше управління було передане цивільній владі. Райони на південь від річок Південного Бугу та Рову увійшли до складу Губернаторства Трансністрія, яке перебувало під румунською окупаційною владою, а решта районів – до генеральної округи «Житомир» як гебіти «Калинівка», «Літин», «Вінниця», «Козятин», «Іллінці», «Монастирище», «Гайсин» і «Немирів» .
Військова адміністрація почала реалізовувати перші заходи антиєврейської спрямованості. Вони передбачали, серед іншого, реєстрацію євреїв, залучення їх до примусових робіт, накладення різних заборон та контрибуцій.

## Голокост у Вінниці
Згідно зі всесоюзним переписом населення 1939 р., у Вінницькій області мешкало 2 344 736 осіб, серед них євреїв – 141 825 (6%). У м. Вінниці до початку Другої світової війни проживало 33 150 євреїв (35,63% населення).
Знищення євреїв розпочалося з перших днів німецько-румунської окупації області. Воно здійснювалося переважно німецькою поліцією безпеки, а також німецькими та румунськими солдатами після окупації того чи іншого населеного пункту. За даними історика Олександра Круглова, 14 липня в с. Терешполі було убито 31 єврея, 15 липня в с. Яришеві – 25 євреїв, 17 липня в с. Браїлеві – близько 15 євреїв, 19 липня в м. Могилеві-Подільському – 60 євреїв, 31 липня у с. Новій Прилуці – близько 70 євреїв. Загалом, у другій половині липня 1941 р. у Вінницькій області було вбито не менше 850 євреїв.
У Вінниці перший розстріл євреїв відбувся не пізніше 29 липня (було вбито 146 осіб). Обставини цієї акції викладено в «Донесенні про події в СРСР» (Ereignismeldung UdSSR) № 47 від 9 серпня 1941 р.: «У Вінниці пошуки керівних єврейських діячів не дали задовільних результатів. Тоді керівник оперативної команди 4b застосував новий метод. Він викликав найвпливовішого рабина міста і доручив йому протягом 24 годин розшукати усю єврейську інтелігенцію, яка необхідна для певної реєстраційної роботи. Оскільки перший день не приніс задовільних результатів, євреїв, які з’явилися, було відправлено назад зі вказівкою знайти ще представників єврейської інтелігенції та прибути з ними наступного дня. Лише на третій день майже всіх євреїв було зібрано. Таким чином, майже всю інтелігенцію можна було схопити й ліквідувати».
У період із 15 до 20 вересня 1941 р. айнзатцгрупою С та допоміжними підрозділами було здійснено першу масову акцію знищення євреїв Вінниці. Так, 19 вересня в районі П’ятничанського лісу було розстріляно близько 9 тис. євреїв . Розстріли продовжувалися й надалі. До весни 1943 р. практично усе єврейське населення у німецькій зоні окупації було знищене. Лише невеликій частині євреїв вдалося втекти до Трансністрії або приєднатися до лав партизанів . Вирішення єврейського питання у румунській зоні окупації проводилося за допомогою ізоляції євреїв у гетто і таборах, де вони поступово вмирали від голоду та інфекційних хвороб, а також виснажливої примусової праці.
16 квітня 1942 р. було розпущено єврейський житловий район у Вінниці, в якому на 1 січня 1942 р. мешкали 5 505 євреїв (1 352 чоловіки, 2 741 жінка і 1 412 дітей); було розстріляно 4,8 тис. осіб. З відібраних євреїв-ремісників (близько 1 тис. осіб) слюсарів і сантехніків було вивезено до Житомира, а решту розподілено між робочими командами . Близько 150 осіб було відправлено до табору Організації Тодта, який розташовувався в колишньому військовому містечку наприкінці Червоноармійської вулиці (нині вул. Стрілецька). Більшість євреїв-ремісників жили в гетто, під яке було відведено вулицю Комуністичну (нині вул. Кропивницького).
Загалом, протягом 1941–1943 рр. у Вінницькій області було знищено близько 155 тис. євреїв (приблизно 110 тис. місцевих і близько 45 тис. депортованих). Станом на 1 квітня 1944 р. у самій Вінниці залишалися тільки 76 євреїв . Невелика група за допомогою місцевих жителів-українців змогла врятуватися.

## Порятунок євреїв мешканцями Вінниці
Вінниччина посідає перше місце в Україні (понад 18% від загальноукраїнської кількості) за кількістю Праведників народів світу, які здійснили свій подвиг на території цієї області . З одного боку, це обумовлено тим, що у цьому регіоні до початку Другої світової війни євреї становили значну частину від загальної кількості населення, тому допомога сусідів, які мали досвід співжиття з ними у довоєнні часи, відіграла велику роль у їхньому порятунку в роки Голокосту. Окрім того, під час Другої світової війни одна частина Вінниччини відійшла до Райхскомісаріату Україна (німецька окупаційна влада), а друга – до губернаторства «Трансністрія», яке перебувало під румунською окупацією. Це створило умови для поширення такого способу допомоги євреям, як організація їхнього переходу з німецької до румунської зони окупації, де у них було порівняно більше шансів вижити.
Першими серед мешканців Вінниці почесне звання Праведника народів світу отримали у 1983 р. члени родини Нежевенків: Филимон Нежевенко, його дружина Єфросинія та їхні доньки, Олена і Віра. Протягом квітня–червня 1942 р. у їхньому будинку ховався Яків Калиновський – солдат Червоної армії, якому вдалося втекти з німецького полону. Филимон Нежевенко або його доньки двічі на день приносили Якову їжу, повідомляли йому новини з фронту, намагалися дістати для нього фальшиві документи. У червні 1942 р. йому вдалося дістатися гетто в Жмеринці, яке перебувало під контролем румунської адміністрації. Там він пробув до приходу радянських військ у березні 1944 р. Після імміграції до Ізраїлю Яків підтримував зв’язок із родиною Нежевенків. 30 червня 1983 р. Яд Вашем присвоїв Филимону та Єфросинії Нежевенкам і їх дітям почесні звання Праведників народів світу .
Врятуватися від переслідувань та знищення без допомоги небайдужих людей під час Голокосту було фактично неможливо. Поширеним мотивом надання допомоги євреям були довоєнні особисті знайомства або дружні сусідські відносини.
Лідія Абрамівна Мільготіна (Левіт), якій вдалося вижити у Вінниці під час Голокосту, згадувала:
«Я розуміла, що сам на сам мені не протриматися і не вижити, і у грудні 1941 р. прийшла до єврейського гетто на вулиці Комуністичній. Там побачила знайомого хлопця Юру Рахмана. Він там був із батьком, саме вони й домовилися зі знайомим поліцаєм, і мене взяли у гетто. […] Працювали ми від темна до темна. Дуже підтримувала нас у цей страшний час одна родина. Їхнє прізвище Бочкови. Мати їхня, Євгенія Юхимівна, врятувала життя єврейському хлопцю, видавши його за свого сина, а її діти, Боря і Мила, часто приносили нам, що у них було поїсти. Одного разу мені через занедбаний люк вдалося вибратися з гетто, і я пішла до однієї доброї літньої жінки – прізвище її Федотова. Вона жила неподалік від вулиці Свердлова. Ця жінка мене відмила, нагодувала. Її єдиний син був на фронті, і вона дуже за нього хвилювалась. Я ховалася у неї. Із будинку не виходила, але коли зрозуміла, що мене не шукають, почала обережно виходити. Мене врятувало те, що я була схожа на руську. Ця жінка допомогла мені влаштуватися до пральні під прізвищем Лужанська, і там я працювала, доки не почалися облави. Під час однієї такої облави мене забрали і повезли до Німеччини, у Мюнхен, де я працювала домробітницею у багатодітній родині».
Про порятунок завдяки родині Бочкових згадує Юрій Рахман:
«Нас почали виводити у місто на ремонт будинків, одного – по вулиці Ширшова, іншого – по вулиці Котовського. Там нас і побачили наші довоєнні сусіди. Українська родина Бочкових: тітка Женя, Жора, Мила і Борис. Як вони підтримували нас, приносячи їжу і потайки передаючи її нам! Із ними ми з батьком і домовилися про майбутню втечу з концтабору. Деякий час ми ховалися у Бочкових, а потім втекли з Вінниці до румунської зони окупації».
Серед поширених видів надання допомоги євреям були, зокрема, забезпечення їх чужими або підробними документами (паспортами, свідоцтвами про народження тощо); переховування у будинках (на горищі, в підвалі) чи допомога у втечі через кордон; прийняття як членів своєї сім’ї.
За свого родича видавала родина Савчуків Ісаака Тартаковського, єврея-червоноармійця, який втік із табору для військовополонених. Сподіваючись знайти роботу, Ісаак дістався Вінниці, де познайомився з родиною Савчуків. Вони погодилися сховати його на горищі, аж поки у квітні 1943 р. їм не було наказано залишити будинок, оскільки в ньому мали розміститися німці. Разом із Тартаковським вони переїхали на околицю міста, а новим сусідам представили його як свого родича. Там Тартаковський жив відкрито і ховався тільки під час перевірки документів.
Коли Вінницю було звільнено, Ісаак Тартаковський повернувся до лав Червоної армії. Після війни він оселився в Києві і згодом став відомим художником. У 1951 р. він випадково зустрів на вулиці Лідію Савчук, завдяки чому відновив спілкування з її родиною. Двома роками пізніше Ісаак Тартаковський і Лідія Савчук одружилися. У 1995 р. Яд Вашем удостоїв подружжя Степана і Надію Савчуків та їхню доньку Лідію почесного звання Праведників народів світу.
Показовою є історія вінничанки Доміцелії Радан та її дітей Марії, Матильди і Адольфа, які рятували не тільки тих, хто звертався до них по допомогу, а й тих, кого більше не могли переховувати інші родини через погрози сусідів заявити в гестапо. Доміцелія та її діти були членами місцевого підпілля і часто приймали у своєму будинку євреїв. Наприкінці 1941 р. вони прихистили у себе Берту Вулінську, яка втекла з Києва, сподіваючись возз’єднатися зі своєю родиною у Вінниці. Пізніше вона почала брати участь у підпільній діяльності і відповідала за встановлення зв’язку з підпільниками міста Немирова. У будинку Раданів знайшла притулок і Роза Зелітерман, відома у Вінниці лікарка. Незабаром до Рози приєдналася Валя Барк, єврейська дівчинка, яку син Доміцелії витягнув із колони євреїв, яких вели на розстріл. Протягом декількох тижнів вони ховалися в підвалі родини Раданів. Декому із врятованих було виготовлено фальшиві документи з українськими та російськими іменами та прізвищами, що давало їм шанс на виживання, декого також вдалося переправити на румунську територію .
Дітей та підлітків, що переховувалися у них, учителька Марія Радан переправляла до дитячого будинку. Загалом родина Раданів урятувала 48 євреїв . У 1994 р. Доміцелія Радан та її діти були удостоєні звання Праведників народів світу.
Останній наразі випадок відзначення званням Праведника народів світу мешканця Вінниці мав місце у 2011 р. Його отримала Віра Варнакова, 1912 року народження, яка під час Голокосту надавала сховище єврейській родині Рудковських .

## Імена Праведників народів світу
| Прізвище, ім’я                   | Дата присудження звання | Шифр справи у Яд Вашем |  |
| -------------------------------- | ----------------------- | ---------------------- |  |
| Борачук Галина                   | 1996                    | M.31.2/7290            |  |
| Бородай (Нежевенко) Олена        | 1983                    | M.31.2/2618            |  |
| Бочков Борис                     | 1995                    | M.31.2/6478            |  |
| Бочков Георгій                   | 2001                    | M.31.2/6478            |  |
| Бочкова Євгенія                  | 1995                    | M.31.2/6478            |  |
| Бочкова Меланія                  | 1995                    | M.31.2/6478            |  |
| Брінд (Станіславова) Ніна        | 2002                    | M.31.2/7764            |  |
| Бушинський Франц                 | 2002                    | M.31.2/9578            |  |
| Варнакова Віра                   | 2011                    | M.31.2/12264           |  |
| Васильєва (Курий) Олена          | 2005                    | M.31.2/8154            |  |
| Гаєвська (Слюта) Зінаїда         | 2004                    | M.31.2/10381           |  |
| Галкіна (Станіславова) Валентина | 2002                    | M.31.2/7764            |  |
| Гладко (Бондар) Олена            | 1996                    | M.31.2/7037            |  |
| Григоренко Василь                | 1992                    | M.31.2/5468            |  |
| Григоренко Данило                | 1992                    | M.31.2/5468            |  |
| Григоренко Домінікія             | 1992                    | M.31.2/5468            |  |
| Дрончак Георгій                  | 1997                    | M.31.2/7880            |  |
| Дрончак Марія                    | 1997                    | M.31.2/7880            |  |
| Дрончак Михайло                  | 1997                    | M.31.2/7880            |  |
| Карлінська (Церкевич) Наталя     | 2003                    | M.31.2/9655            |  |
| Кирилюк Парасковія               | 2004                    | M.31.2/10173           |  |
| Колч Емілія                      | 1996                    | M.31.2/7051            |  |
| Колч Фелікс                      | 1996                    | M.31.2/7051            |  |
| Курий Віра                       | 2005                    | M.31.2/8154            |  |
| Мартиновська Валентина           | 1995                    | M.31.2/6733            |  |
| Морозова (Чуловська) Неоніла     | 1996                    | M.31.2/7037            |  |
| Нежевенко Віра                   | 1983                    | M.31.2/2618            |  |
| Нежевенко Єфросинія              | 1983                    | M.31.2/2618            |  |
| Нежевенко Филимон                | 1983                    | M.31.2/2618            |  |
| Парфенюк (Петрова) Галина        | 1996                    | M.31.2/7197            |  |
| Половінкін Іван                  | 1996                    | M.31.2/7235            |  |
| Половінкіна Євдокія              | 1996                    | M.31.2/7235            |  |
| Радан Анатолій                   | 1994                    | M.31.2/6269            |  |
| Радан Доміцелія                  | 1994                    | M.31.2/6269            |  |
| Радан Марія                      | 1994                    | M.31.2/6269            |  |
| Радан Матильда                   | 1994                    | M.31.2/6269            |  |
| Савицька (Бєлко) Тамара          | 2000                    | M.31.2/9052            |  |
| Савицька (Кравченко) Ніна        | 1997                    | M.31.2/7541            |  |
| Савчук Лідія                     | 1995                    | M.31.2/6297            |  |
| Савчук Надія                     | 1995                    | M.31.2/6297            |  |
| Савчук Степан                    | 1995                    | M.31.2/6297            |  |
| Слюта Олена                      | 2004                    | M.31.2/10381           |  |
| Станіславов Михайло              | 2002                    | M.31.2/7764            |  |
| Станіславова Єлизавета           | 2002                    | M.31.2/7764            |  |
| Трібуналова Ірина                | 2005                    | M.31.2/8154            |  |
| Хомічук Марія                    | 2009                    | M.31.2/10503           |  |
| Церкевич Антон                   | 2003                    | M.31.2/9655            |  |
| Церкевич Вікторія                | 2003                    | M.31.2/9655            |  |
| Шостаковська Ірина               | 1999                    | M.31.2/8439            |  |
| Шостаковська Марія               | 1999                    | M.31.2/8439            |  |

Кількість присуджень звання «Праведник народів світу» мешканцям Вінниці за роками
| Рік  | Кількість | Рік  | Кількість | Рік  | Кількість |
| ---- | --------- | ---- | --------- | ---- | --------- |
| 1983 | 4         | 1997 | 4         | 2003 | 3         |
| 1992 | 3         | 1999 | 2         | 2004 | 3         |
| 1994 | 4         | 2000 | 1         | 2005 | 3         |
| 1995 | 7         | 2001 | 1         | 2009 | 1         |
| 1996 | 8         | 2002 | 5         | 2011 | 1         |